# Герен, Жан-Урбен
Жан-Урбен Герен (1760, Страсбург — 29 октября 1836, Оберне) — французский художник-миниатюрист.

## Биография
Сын гравера Жана Герена из Страсбурга, Жан-Урбен Герен начал учиться живописи у отца. Существует версия, что Герен также учился у известного живописца Жана-Батиста Реньо. Юношей Герен отправился из Страсбурга в столицу вместе со своим другом, будущим великим военачальником Жаном-Батистом Клебером. В Париже Жан-Урбен решил посвятить себя искусству миниатюры. Он учился в мастерской у Жака-Луи Давида, а затем работал в сотрудничестве с другим ведущим миниатюристом той эпохи, также учеником Давида, Жаном-Батистом Изабе.
В 1791 году художник написал портрет Джорджианы, герцогини Девонширской, подруги королевы Марии-Антуанетты. Он также создал портреты короля Людовика XVI и нескольких депутатов французского Учредительного собрания от третьего сословия, которые позже послужили основой для гравюр Франца Физингера.
Среди портретов, выполненных Гереном, выделяются портреты нескольких республиканских генералов, в том числе Клебера, Дезе и Сен-Сира, которые Физингер также гравировал. Им были созданы также портрет Моцарта и несколько портретов Наполеона Бонапарта, сперва, как республиканского генерала, позднее, как императора.
Вплоть до 1827 года Жан-Урбен Герен регулярно выставлялся на Парижском салоне.
Наряду с Изабе и Жаком Огюстеном, Жан-Урбен Герен считается одним из самых известных миниатюристов своей эпохи. Кроме миниатюр, художник писал и обычные портреты. Многие миниатюры Герена, изображавшие известных личностей, уже вскоре после создания тиражировались в виде гравюр, которые выполнялись другими художниками. С заказами к Жану-Урбену Герену обращались, в том числе, представители русской аристократии. Как-то раз заказал миниатюру у Герена и его учитель, великий Давид, что очень польстило самолюбию художника.
Жан-Урбен Герен был братом художника и гравера Кристофа Герена (1758—1831) и дядей художника Габриэля-Кристофа Герена (1790—1846).

## Галерея

Некоторые работы
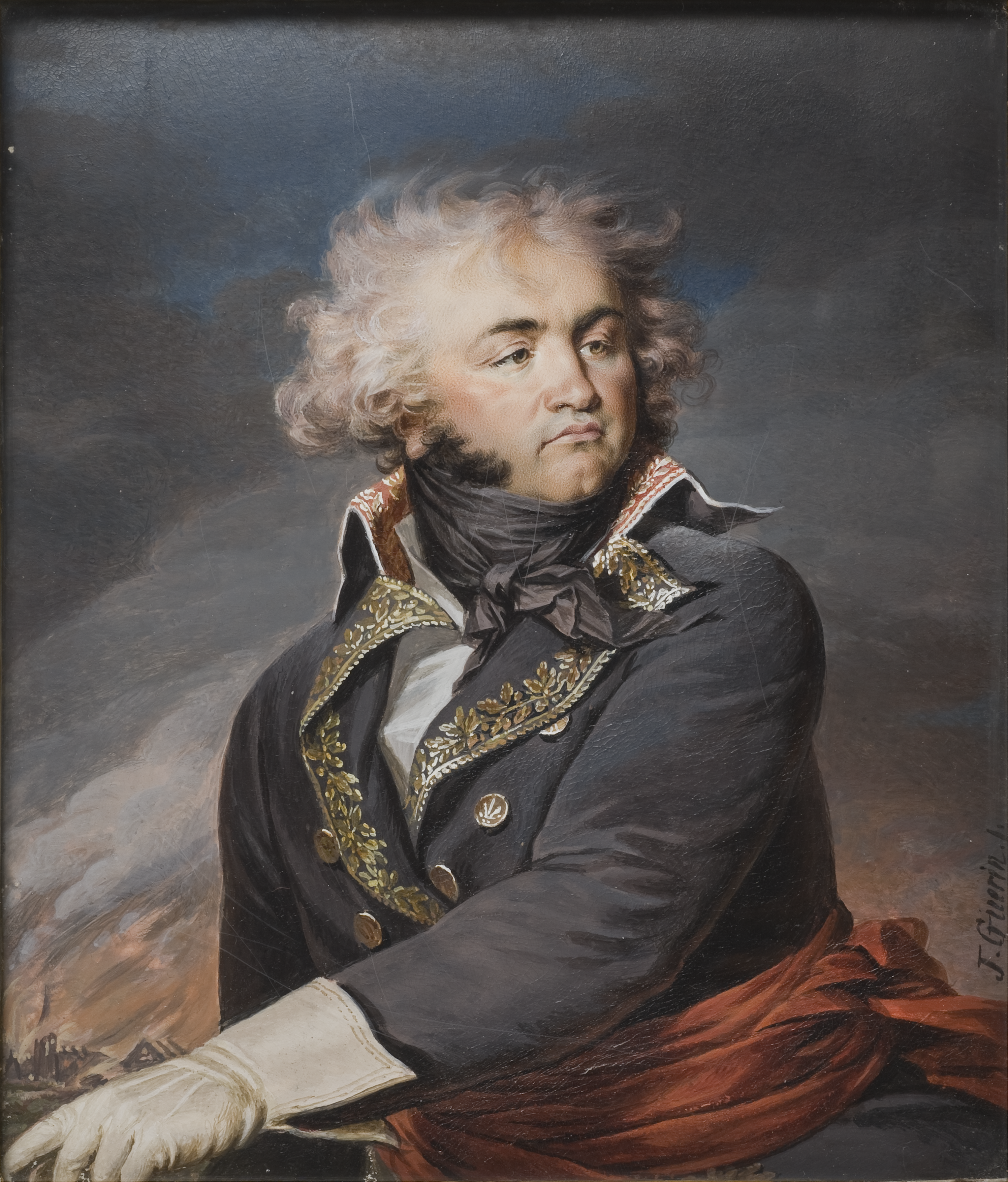
Портрет генерала Жана-Батиста Клебера. Национальный музей Швеции.
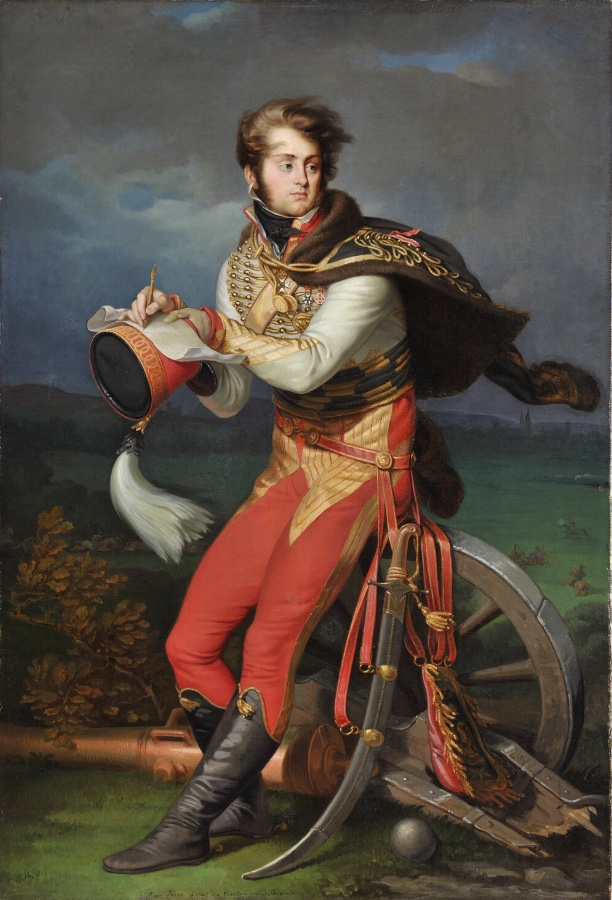
Портрет художника и военного Жан-Франсуа Лежена. Версаль.
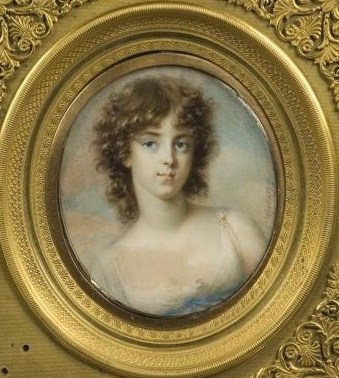
Портрет молодой девушки. Новгородский музей-заповедник.
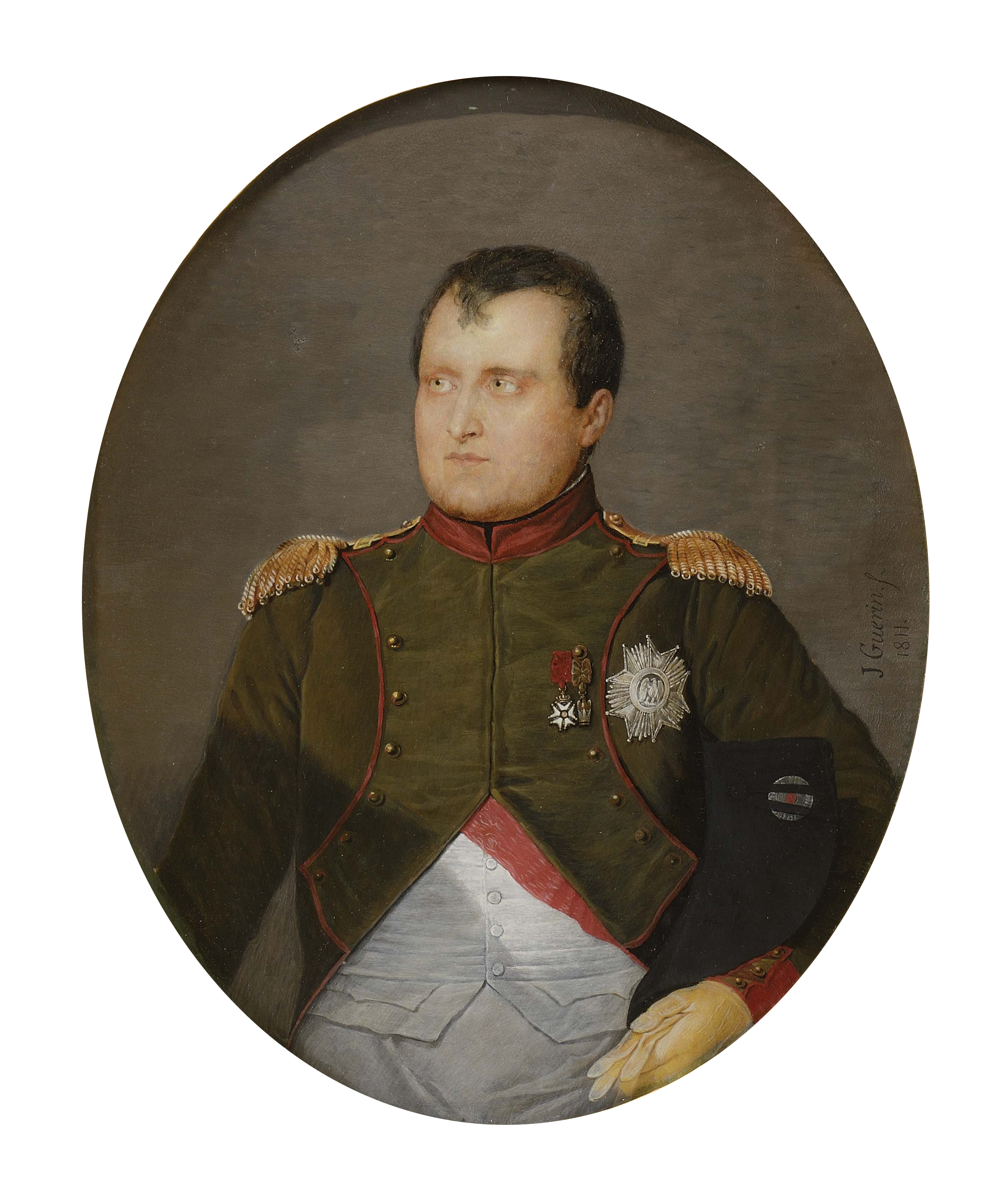
Портрет Наполеона в мундире Конных егерей гвардии, 1811. Частная коллекция.
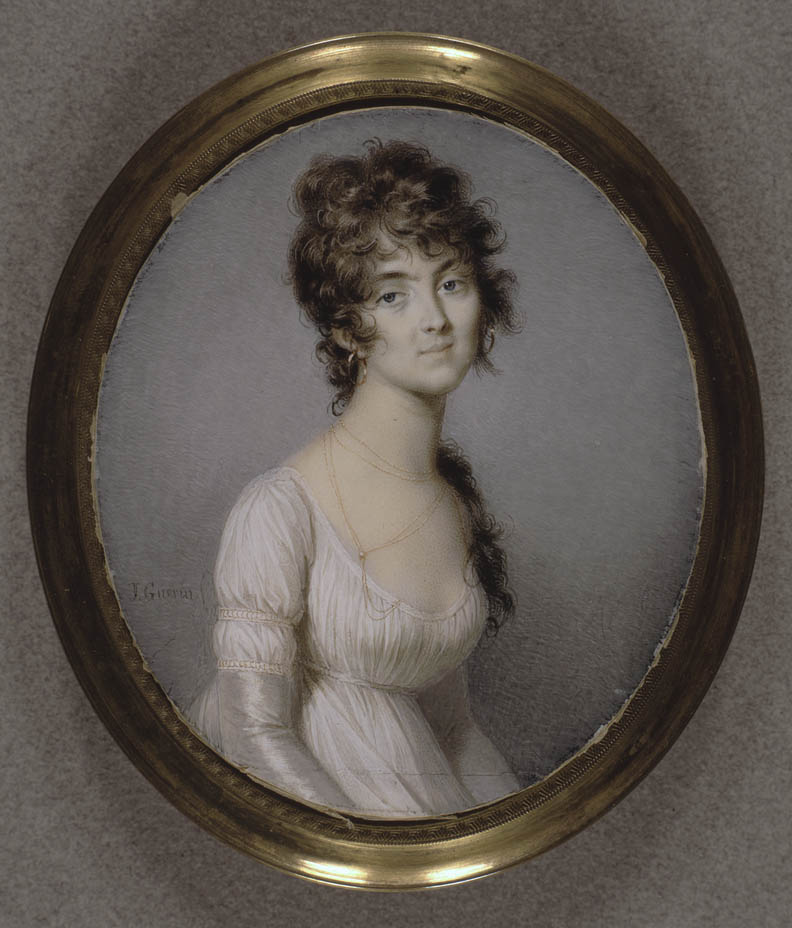
Портрет Жанны Фанни Нойсетт. Кабинет эстампов и рисунков, Страсбург.
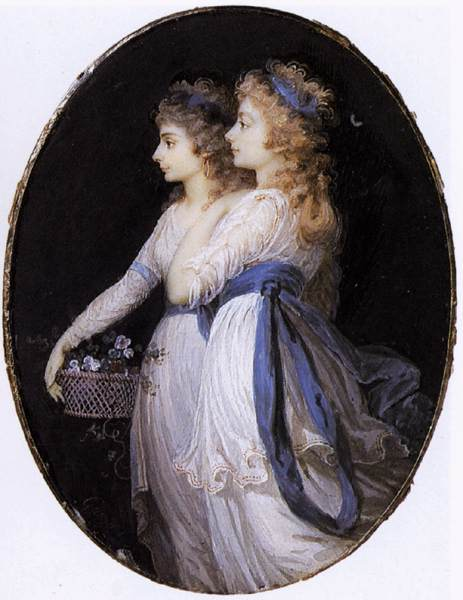
Портрет Джорджианы, герцогини Девонширской и леди Элизабет Уоллес. Собрание Уоллеса, Лондон.

Гравюры Физингера с оригиналов Жана-Урбена Герена
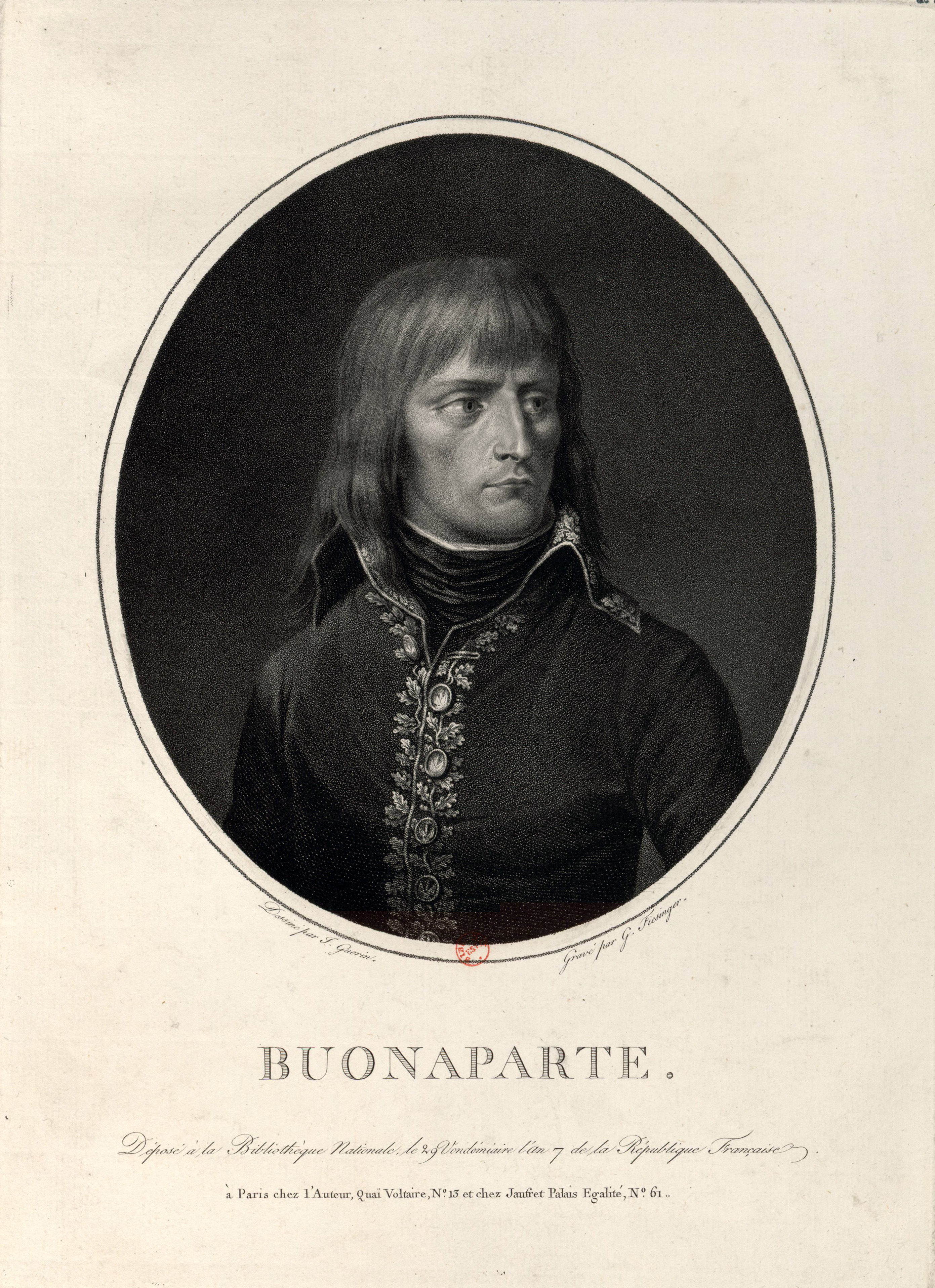
Портрет Наполеона Бонапарта.
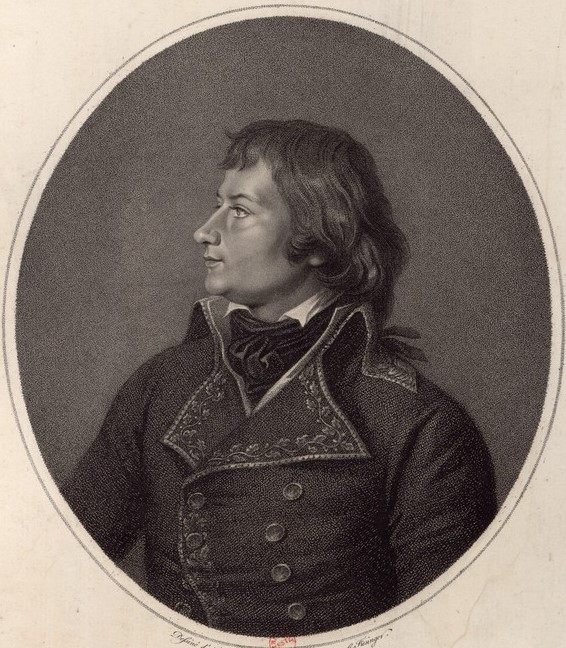
Портрет генерала (позже маршала Франции) Гувион Сен-Сира.
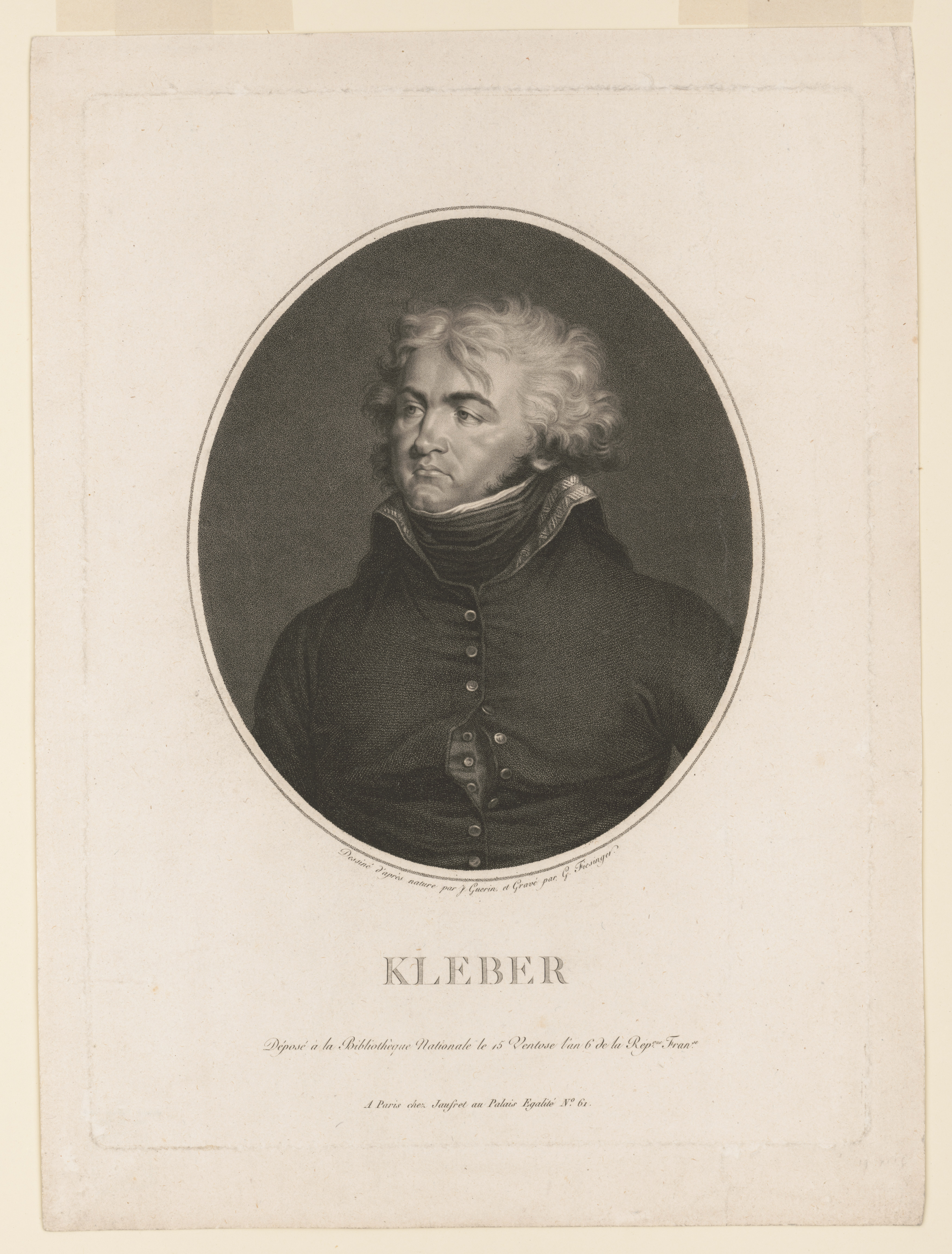
Портрет генерала Клебера.
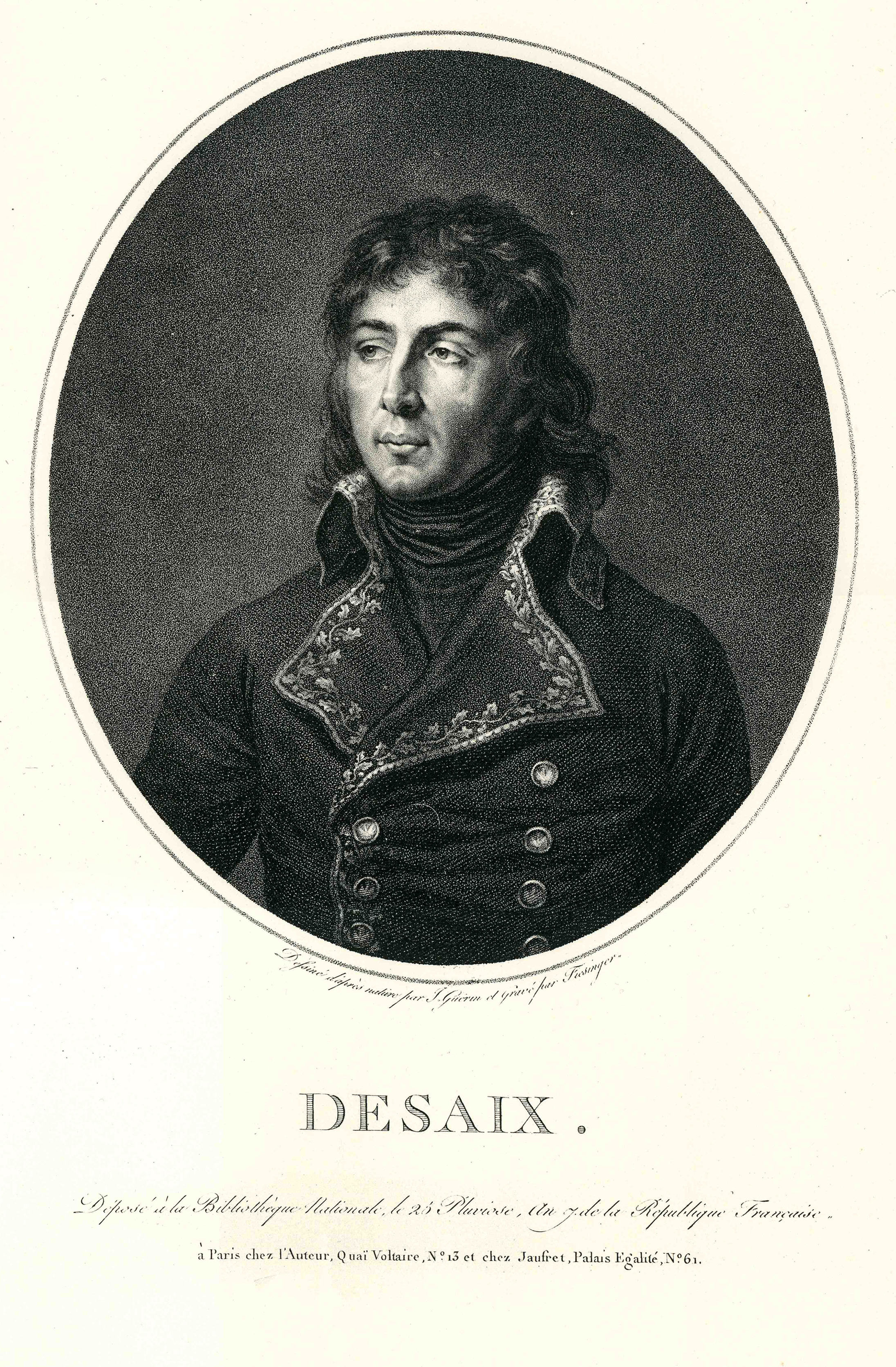
Портрет генерала Дезе.
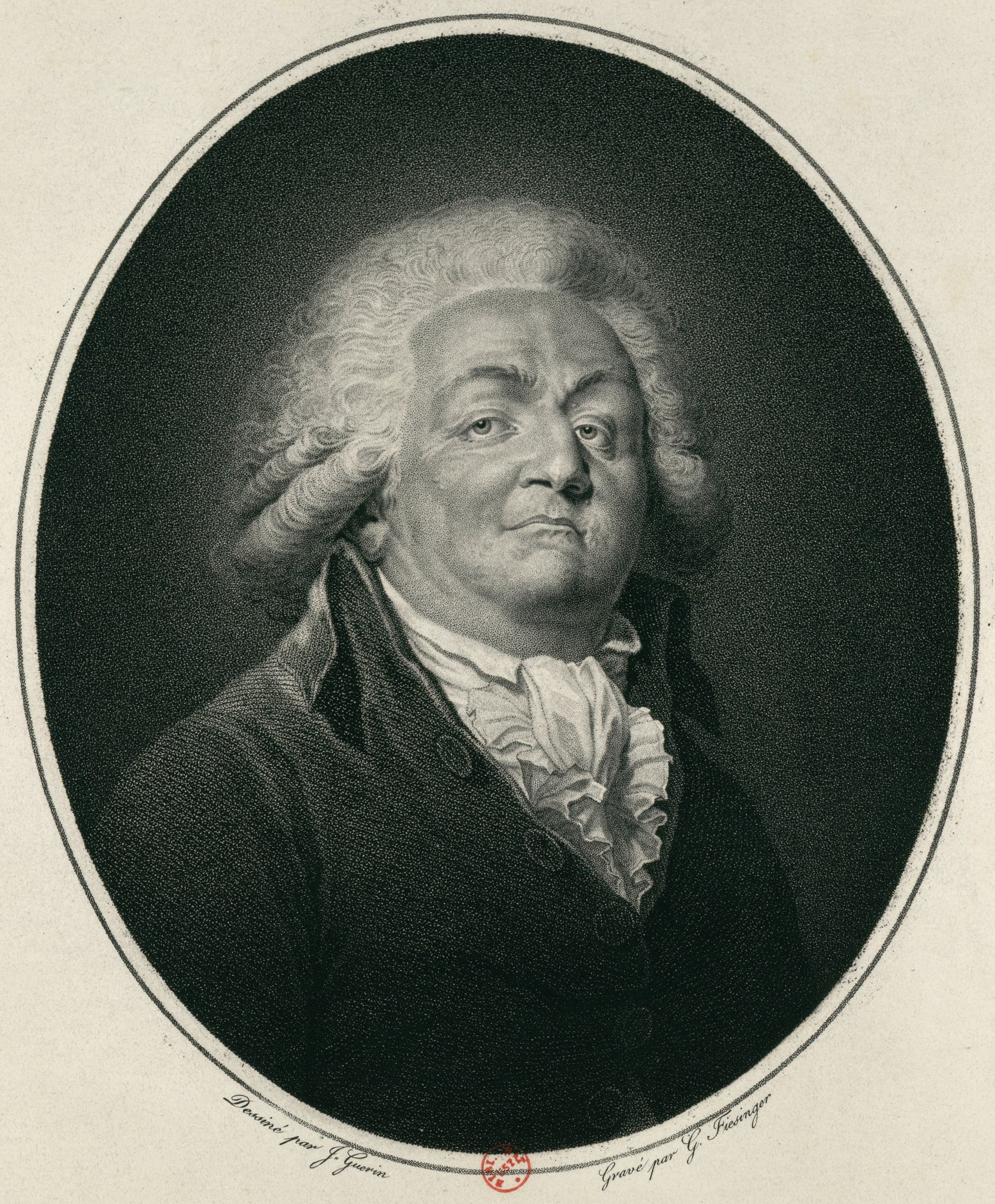
Портрет Мирабо.
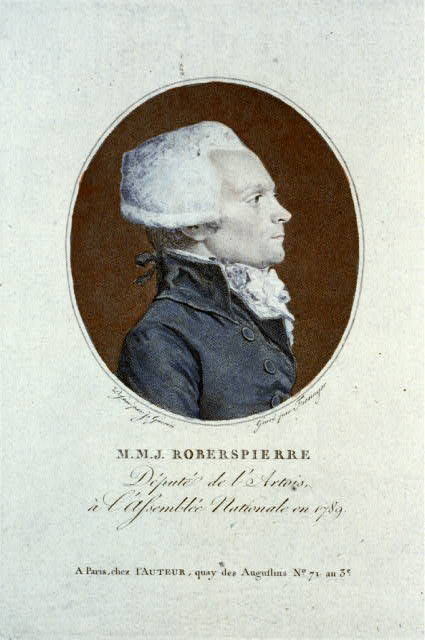
Портрет Робеспьера (раскрашенная гравюра).
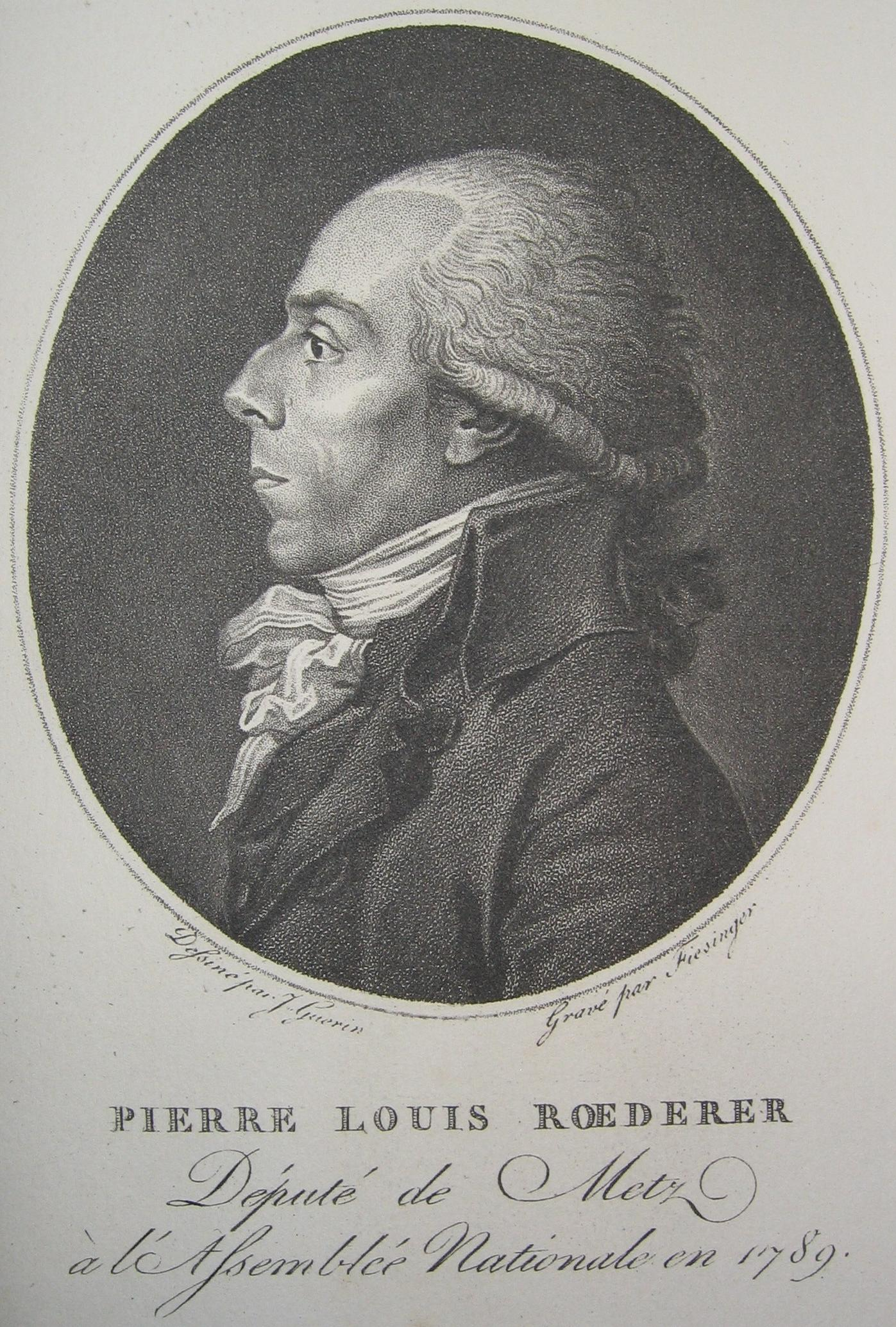
Портрет депутата Рёдерера.